# Cran-Gevrier
Cran-Gevrier era una comuna francesa situada en el departamento de Alta Saboya, de la región de Auvernia-Ródano-Alpes, que el uno de enero de 2017 pasó a ser una comuna delegada de la comuna nueva de Annecy al fusionarse con las comunas de Annecy, Annecy-le-Vieux, Meythet, Pringy y Seynod.

## Demografía
| Gráfica de evolución demográfica de Cran-Gevrier entre 1800 y 2014 |
|                                                                    |

Los datos demográficos contemplados en este gráfico de la comuna de Cran-Gevrier se han cogido de 1800 a 1999 de la página francesa EHESS/Cassini, y los demás datos de la página del INSEE.